# アナポリス級駆逐艦
アナポリス級駆逐艦 (英語: Annapolis-class destroyer) はカナダ海軍の駆逐艦の艦級。サン・ローラン級の最終発達型として、1964年より2隻が就役した。

## 来歴
カナダ海軍では、1940年代末より初の独自設計大型水上戦闘艦としてサン・ローラン級の計画に着手し、1952年発注分はレスティゴーシュ級、1957年発注分はマッケンジー級と、順次に小改正型を建造してきた。
そして1959年の発注で、サン・ローラン級系列艦の最終発達型が建造されることになった。これが本級である。

## 設計
上記の経緯より、本級の基本設計はサン・ローラン級以来のものが踏襲された。またサン・ローラン級シリーズで導入された各種の改修がすべて導入されており、格納庫やヘリコプター甲板も設置された。なお本級では広範にブロック工法が導入されたため、本級には明確な起工日時の発表はなく、また船台上での建造作業が開始される以前から、実際の船体の建造は着手されていた。
機関もサン・ローラン級以来の構成が踏襲され、出力30,000馬力のイングリッシュ・エレクトリック製ギアード・タービンが搭載された。ボイラーはバブコック・アンド・ウィルコックス（B&W）社製の水管ボイラー2缶で、蒸気性状は圧力43.3 kgf/cm2 (616 lbf/in2)、温度454 °C (849 °F)であった。

## 装備

### C4ISR
レーダーはサン・ローラン級と同様で、対空捜索用としてAN/SPS-12、対水上捜索用としてAN/SPS-10を搭載していた。その後、1980年代のDELEX改修の際に、AN/SPS-12はSPS-503に更新され、一般航海用レーダーも新型機に更新された。このSPS-503はCMR-1820とも称され、プレッシー社のAWS-4レーダーのアンテナを利用して国内開発したものであった。ただしこのアンテナの運用成績は不良であった。
ソナーとしては、探信儀としてSQS-503、海底捜索用としてSQS-501（英海軍162型）のほか、可変深度式のSQS-504を搭載した。その後、1980年代のDELEX改修の際にSQS-503はSQS-505に換装されたほか、1987年から1988年にかけて、SQS-504もSQR-501 CANTASSに換装され、試験に供された。
また1980年代のDELEX改修では、ADLIPS（Automatic Data Link Plotting System）情報表示装置およびCCS-280戦術情報処理装置を搭載し、リンク 11の運用に対応したほか、CANEWS電波探知装置を搭載した。

### 武器システム
艦砲は、レスティゴーシュ級・マッケンジー級では艦首側の31番砲を70口径76mm連装速射砲（ヴィッカースMk.6）、艦尾側の32番砲を50口径76mm連装速射砲（Mk.33 3インチ砲）としていたのに対し、本級では、航空艤装の設置に伴って32番砲は省かれ、また上部重量増大を補うために31番砲は50口径76mm連装速射砲とされた。砲射撃指揮装置（GFCS）としては、艦橋上にMk.69（AN/SPG-48追尾レーダー）を備え、後にデジタル化されたMk.60に更新された。
上記の通り、本級ではDDH改修後のサン・ローラン級と同様、シーキング哨戒ヘリコプター1機分の格納庫およびヘリコプター甲板を設置した。艦尾甲板にこの航空艤装と可変深度ソナーを設置したことから、対潜兵器は、DDH改修後のサン・ローラン級と同様、艦尾甲板に3連装のリンボーMk.10対潜迫撃砲1基を設置するのみとされた。また後に324mm3連装短魚雷発射管も搭載された。

## 諸元表
|            | 護衛駆逐艦 （新規建造時）                                     | ヘリコプター駆逐艦 （DELEX改修後、最終形態）     |
| ---------- | ------------------------------------------------------------- | ------------------------------------------------ |
| 満載排水量 | 3,000 t                                                       | 3,000 t                                          |
| 全長       | 113.1 m                                                       | 113.1 m                                          |
| 全幅       | 12.8 m                                                        | 12.8 m                                           |
| 吃水       | 4.4 m                                                         | 4.4 m                                            |
| 機関       | バブコック・アンド・ウィルコックス・ボイラー×2基              | バブコック・アンド・ウィルコックス・ボイラー×2基 |
| 機関       | イングリッシュ・エレクトリック蒸気タービン×2基 (計30,000 shp) |                                                  |
| 機関       | スクリュープロペラ×2軸                                        |                                                  |
| 速力       | 28kt                                                          | 28kt                                             |
| 航続距離   | 4,750海里 (14kt巡航時)                                        | 4,750海里 (14kt巡航時)                           |
| 乗員       | 246名                                                         | 228名                                            |
| 兵装       | 50口径76mm連装速射砲×1基                                      | 50口径76mm連装速射砲×1基                         |
| 兵装       | リンボーMk.10対潜迫撃砲×1基                                   | 324mm3連装短魚雷発射管×2基                       |
| 艦載機     | シーキング哨戒ヘリコプター×1機                                | シーキング哨戒ヘリコプター×1機                   |
| C4I        | CIC設置、音声リンクのみ                                       | ADLIPS戦術情報処理装置                           |
| レーダー   | AN/SPS-12 対空捜索用                                          | SPS-503 対空捜索用                               |
| レーダー   | AN/SPS-10 対水上捜索用                                        |                                                  |
| ソナー     | SQS-501 海底捜索用 (英162型)                                  | SQS-501 海底捜索用 (英162型)                     |
| ソナー     | SQS-503 捜索用                                                | SQS-505 捜索用                                   |
| ソナー     | SQS-504 VDS                                                   | SQR-501 CANTASS                                  |

## 同型艦
| #       | 艦名                      | 起工         | 就役           | 退役           |
| ------- | ------------------------- | ------------ | -------------- | -------------- |
| DDE-265 | アナポリス HMCS Annapolis | 1961年9月2日 | 1964年12月19日 | 1996年11月15日 |
| DDE-266 | ニピゴン HMCS Nipigon     | 1960年8月5日 | 1964年5月30日  | 1998年7月7日   |

### 運用史
本級の2隻はその艦歴の大半をカナダの沿岸で過ごし、「アナポリス」はエスクワイモルト海軍基地を、「ニピゴン」はハリファックス海軍基地を拠点として活動した。
「ニピゴン」は1983年6月27日から1985年5月22日、また「アナポリス」は1985年8月から1986年8月にかけて、艦齢延伸改修（DEstroyer Life EXtension program, DELEX）が行われた。これは上記のように各種電装品の更新を伴うものであった。
その後、1992年より、後継となるハリファックス級フリゲートが就役を開始したのに伴って、1996年に「アナポリス」、1998年に「ニピゴン」が退役して、運用を終了した。「ニピゴン」はカナダ海軍の戦闘用艦艇としては最後の蒸気動力艦であった（補助艦艇を含めれば、プロテクチュール級補給艦がカナダ海軍最後の蒸気動力艦である）。